# اشتاینهوف
اشتاینهوف (انگلیسی: Steinhoff) شرکت خرده‌فروشی در آفریقای جنوبی است، که در سال ۱۹۶۴ تأسیس شد.